# Кошерница (Криулянский район)
Кошерница (рум. Coșernița) — село в Криулянском районе Молдавии. Относится к сёлам, не образующим коммуну.

## География
Село расположено на левом берегу реки Икель рядом с местом её впадения в Днестр. Кошерница расположена примерно в 19 км к северо-востоку от центра Кишинёва. Ближайшие населённые пункты — город Вадул-луй-Водэ и село Оницканы.
Высота населённого пункта — 66 метров над уровнем моря.

## Население
По данным переписи населения 2004 года, в селе Кошерница проживает 1444 человека (697 мужчин, 747 женщин).
Этнический состав села:
| Национальность | Число жителей | Процентный состав |
| -------------- | ------------- | ----------------- |
| молдаване      | 1382          | 95,71             |
| русские        | 36            | 2,49              |
| украинцы       | 12            | 0,83              |
| румыны         | 7             | 0,48              |
| гагаузы        | 3             | 0,21              |
| болгары        | 2             | 0,14              |
| прочие         | 2             | 0,14              |
| Всего          | 1444          | 100 %             |